# Iglesia de San Marcos (Salamanca)
Fundada a principios del siglo XII, esta Iglesia de San Marcos se encuentra a las afueras del casco histórico de  Salamanca (España), ubicado en “Puerta Zamora”. Destaca por su planta circular y características arquitectónicas, de estilo románico. La Iglesia ha sido testigo de la historia de Salamanca desde su repoblación hasta la actualidad, con gran importancia de la Real Clerecía. Actualmente sigue teniendo su función parroquial y es un lugar de interés de la ciudad de Salamanca.

## El contexto: origen e historia de la Real Capilla de San Marcos.
La Iglesia de San Marcos tiene su origen en la repoblación y organización de la ciudad salmantina a finales del siglo XI y principios del XII. La ciudad comenzaba a ser un eje principal de Extremadura, (término usado en la reconquista para denominar aquellos territorios situados en los extremos, es decir en las fronteras leonesas) y por tanto comenzaba a ser foco de gentes de diversa procedencia, grupos heterogéneos. La ciudad típicamente medieval, en su parte noroeste, junto a la “Puerta Zamora”, con baja densidad demográfica, se agrupa una comunidad parroquial, caracterizada por castellanos. Estas asociaciones de clérigos se unían para proteger sus intereses y derechos. Se forma así la Clerecía salmantina, que tuvo su importancia tanto en la reconstrucción de la ciudad tras el desalojo musulmán como en el aumento poblacional.
A partir del “Fuero de Salamanca” y otras fuentes, se le atribuye al Conde Don Raimundo de Borgoña no solo la fundación de la Iglesia de San Marcos durante la repoblación de la ciudad (1076-1110), si no también la elevación de su categoría a Capilla Real, por mandato de Alfonso VI. Esta iglesia está ligada con la institución mencionada anteriormente de clérigos salmantinos (clerecía). A partir de 1179, la Iglesia de San Marcos es sede normal de la Clerecía y Alfonso IX entregó el territorio jurisdiccional de San Marcos a este Cabildo de clérigos en 1202.
La Iglesia era visitada por clérigos y frades (sacristanes), y se mantenía gracias a la dotación real de pequeñas aportaciones de seguidores, como diezmos, ofrendas…pero tras Alfonso IX, su economía mejoró cuantitativamente siendo una de las mayores instituciones de Salamanca, tras la Catedral y la Universidad. Y es que el hecho de que los reyes entregaran al Cabildo y el Abad “la capilla y corral de San Marcos”, suponía el control de sus derechos, del fuero…dándoles mayor poder, debido a su reconocimiento por voluntad real. Esto hizo que comenzara a denominarse Capilla Real. Tampoco le faltó el apoyo y protección episcopal y pontificia.
A pesar de una mala etapa con Enrique III y Juan II, en general, y sobre todo a partir de los Reyes Católicos, la relación entre la parroquia y la Casa Real fue buena, confiando y ampliando los antiguos privilegios de la Clerecía. A pesar de la mala documentación, a partir del siglo XVI se sabe que había dos coros para celebrar el culto público, como misas, aniversarios… Hubo algún enfrentamiento con el Cabildo Catedral debido a esas exenciones y privilegios de la Real Capilla, donde se les humillaba en procesiones públicas, por lo que tuvo que intervenir el rey Felipe II para que la catedral no se entrometieran en la Real Capilla de San Marcos.
Debido al potencial económico que poseía, en el siglo XVIII la parroquia correspondía a más de 40 patronatos entre fundaciones pio-benéficas, dotaciones para huérfanos, casas de beneficencia… Sobre todo destaca el vínculo que tenía la Real Clerecía con el colegio de San Ildefonso y la casa-colegio de la caridad Las Viejas.
Tras unas décadas complicadas con el traslado de la Real Capilla a la Iglesia del Espíritu Santo y los efectos de las desamortizaciones, en el siglo XX, en torno a 1940 se intentó reorganizar la Real Capilla de San Marcos que estaba abocada a desaparecer. Gracias a la labor en 1967 del Obispo de Salamanca, se vuelve a constituir el Cabildo de San Marcos. Y es que la iglesia fue suprimida como parroquia en 1887 y agregada a otras parroquias cercanas, hasta que en 1968 volvió a su autonomía como parroquia. Quedó abierta para más de 4.500 habitantes.

## Características arquitectónicas y ornamentales

### Estructura arquitectónica exterior
La estructura de la Iglesia de San Marcos se basa en una planta circular de 18 metros de diámetro, delimitada por muros de piedra de aproximadamente 1,37 metros de grosor. Estos muros alcanzan una gran altura y están reforzados al exterior por contrafuertes semicirculares, los cuales aseguran la estabilidad de la edificación, necesaria debido a la disposición en planta circular que carece de pilares y muros de soporte. En su interior, el espacio se divide en tres naves, cada una culminada en ábsides. En cuanto a la apariencia, el exterior de San Marcos, construido en piedra de sillería uniforme, se distingue por su sencillez y robustez, sin gran ornamentación, en línea con el estilo románico.
Planta circular
San Marcos se considera un ejemplo único de arquitectura románica española por su inusual planta circular, siendo la única iglesia en Salamanca con esta configuración. Esta particularidad ha llevado a numerosos historiadores y arquitectos a proponer teorías sobre su origen, entre ellas si fue una creación original o si alcanzó su forma actual a partir de  modificaciones.
Uno de los primeros en estudiar en detalle esta iglesia fue Vicente Lampérez, especialista en arquitectura cristiana, quien observó una notable diferencia entre la cabecera románica y el resto de la estructura, con elementos ojivales. A partir de esto, Lampérez propuso que el edificio fue completado en dos etapas: la primera, que incluyó la construcción de una cabecera románica con tres ábsides, y la segunda, una ampliación que cerró la estructura en un círculo con una finalidad defensiva. Estas observaciones fueron compartidas por Joaquín de Vargas, arquitecto salmantino, quien también argumentó que la iglesia fue construida en dos etapas, señalando que hay diferencias en la mampostería entre la cabecera y el cuerpo principal del edificio.
No obstante, las investigaciones de restauración de 1967 aportaron nuevas evidencias que contradicen la teoría de la construcción en etapas. Durante estos trabajos, al desmontar la cabecera para corregir la pendiente del tejado, se observó que los tres ábsides no eran estructuras independientes, sino que formaban parte de un único conjunto integrado en el círculo principal. Además, un estudio de las marcas de cantero realizado en el mismo año mostró que las mismas marcas se repiten a lo largo de toda la estructura, lo que sugiere que la planta circular fue concebida desde un principio. Este detalle respalda la teoría de que la planta circular de San Marcos fue una decisión consciente desde el inicio, y no el resultado de una ampliación posterior.
De igual forma, pese a que en la España románica es inusual encontrar iglesias de planta circular, se argumenta que existen algunos ejemplos en Cataluña, y en Borgoña (por ejemplo la cripta de San Benigno de Dijon del año 1016), tierra de origen del conde Don Raimundo de Borgoña, quien estableció esta capilla en Salamanca. Este contexto histórico sugiere una posible inspiración extranjera en el diseño de San Marcos, sobre todo dada la función conmemorativa y funeraria que esta iglesia tenía para los reyes de León y Castilla.
Además, la peculiar planta circular de San Marcos también ha sido interpretada simbólicamente. La forma circular ha sido utilizada en la arquitectura religiosa desde la antigüedad como símbolo de perfección, eternidad y conexión con lo divino. En el caso de San Marcos, su planta circular es vista no solo como un diseño estructural, sino también como una representación de la eternidad y la salvación. Este simbolismo se representa con la disposición de una cruz inscrita dentro del círculo y con la orientación de la iglesia hacia el este, de modo que la luz del amanecer ilumina el altar. Tal diseño circular reflejaría la visión espiritual de sus promotores, quienes valoraban la forma simbólica de San Marcos desde el primer momento.
Por tanto, la iglesia de San Marcos parece haber sido pensada con una planta circular desde su origen, posiblemente influenciada por ejemplos extranjeros, y pensada para simbolizar la perfección y eternidad a través de su disposición circular. Es un ejemplo único del románico español que muestra un significado profundo: combina el círculo, que simboliza la eternidad, y la cruz, que representa la salvación, en un edificio hecho para la adoración y la conmemoración funeraria

### Elementos ornamentales del interior.
Tras sufrir una nueva restauración en 1967, en el año 1968 se erige de nuevo como parroquia y los elementos ornamentales que la componen son de estilo predominantemente románico. Sin embargo, no hay abundantes aspectos que se puedan considerar de dicho estilo, únicamente el detalle exterior de los canecillos y algunas esculturas figurativas.
Debido a la disposición circular de la planta, el acceso a la iglesia desde la puerta sur supone entrar desde el extremo del crucero. Una vez situados en la capilla mayor se observan los tres ábsides y las tres naves. En cuanto a la sobrecubierta o paramentos, tanto del interior como del exterior, están hechos de sillería de mediano tamaño.
Julián Álvarez Villar hace una mención a una descripción del año 1869 donde señala la existencia de una serie de vidrios pintados con gran variedad de colores que rodearían el interior del edificio. Sin embargo, no corresponde con el aspecto interior con el cual se conoce hoy a esta iglesia.
La disposición general de la cabecera consta de tres ábsides integrados en la estructura circular como hemos señalado anteriormente. Cada ábside está precedido por el tramo recto de las naves y los arcos de embocadura son de medio punto. Además, estos ábsides se ven comunicados por pasos con arcos apuntados.
Los perfiles de las impostas del interior de los ábsides marcan el nacimiento de las bóvedas de cuarto de esfera, las cuales se conservan con algún deterioro debido a que algunos fragmentos debieron suprimirse al colocar retablos, hoy retirados. Pero en las que han llegado a nosotros, las que se encuentran en la zona central, podemos ver perfiles de filete o bocel. Sin embargo, la imposta ajedrezada propia del románico no se observa en esta ornamentación.
Los capiteles de los cuatro pilares cilíndricos, son muy simples. De abajo a arriba se contempla el astrágalo a partir del que la forma circular pasa a octogonal para recibir mejor la dobladura de los arcos apuntados que cargan sobre él. Las ménsulas que en los muros reciben la carga de estos mismos arcos, presentan una moldura semejante al descrito para los pilares. Alguno de los arcos, al llegar a las ménsulas, como en la del lado norte, recibe un arco de anchura mayor que la que tiene en la zona de la clave. 
La falta de luz interior nos lleva a describir la techumbre y sus características. La posible fecha de esta construcción se sitúa entre el siglo XV y el año 1668. La cubierta protagonizó una gran reforma durante el Gótico. Otro elemento importante sería la armadura central que marca el interés de destacar el crucero sobre la techumbre general.
Otro elemento que más despunta del interior son sus arcos. Estos se caracterizan por ser robustos, por sus grandes proporciones y por la dobladura que presentan. Poseen un entrecruce de aristas de las dovelas en los arcos doblados. Su material de construcción es la sillería arenisca. 
La carencia ornamental del templo viene a dar como resultado el estudio llevado a cabo en el año 1967 que dio luz a la existencia de pinturas murales que recorrían desde los laterales del ábside central hasta la nave de la puerta. También se hallaron pinturas no figurativas en los pilares de separación de los ábsides. Las pinturas de la iglesia de San Marcos tienen una marcada delineación, predominio de líneas oscuras, gran sentimiento expresivo, propio de la pintura medieval que se relaciona con el interés de enseñar a los fieles a través de las imágenes. Algunas de las obras pictóricas que estuvieron presentes son:
- La Anunciación: se ubica en el ábside central, el cual está pintado en ambos lados formando una composición de figuras enfrentadas. María ocupa el lado preferente, el lado derecho del altar o del evangelio. A pesar de ser la figura más deteriorada de las dos, se han conservado los pies. Además, permanece visible el friso de palmetas y la vidriera que forma el fondo de las figuras murales. Frente a Ella se encuentra el arcángel anunciador, muy bien conservado y trazado con líneas finas y estilizadas.

- San Cristóbal: situado junto a la puerta del lado norte se encuentra un gran rectángulo con la figura del Santo y tres recuadros verticales con figuras de dos santos nimbados. La figura principal de San Cristóbal presenta rasgos orientales además de mantener en la mano izquierda un Orbe mientras que en la derecha está con actitud de bendecir. Tradicionalmente, se creía que solo con observar esta figura la persona observante quedaría protegida el resto del día, lo que llevó a la figura a ser colocada en la puerta y a ser de grandes dimensiones.

- Tapiz decorativo; compuesto por elementos no figurativos dispuestos en un rectángulo. El color predominante es el rojo en los motivos y el negro en el enrejado.

A continuación, es de gran relevancia mencionar y describir algunas de las piezas artísticas de culto que presenta la decoración interior de la iglesia de San Marcos:
Dos mesas de altar: son de estilo románico y lo más llamativo de la iglesia, además de ser el símbolo principal de la liturgia. Destacan por su sencillez ornamental presentando fustes lisos y cilíndricos rematados por capiteles con detalles variados (entrelazados y  motivos vegetales).
Por último, señalaremos algunas esculturas de culto.
- El Cristo del Castillo. Fue descubierto en 1967 un fragmento de talla de un Cristo crucificado el cual formaba parte de un conjunto de trozos fragmentados en posición unida. La retirada del retablo del Cristo del Castillo en dicho año sacó a la luz este Cristo enterrado (los entierros reverenciales son frecuentes cuando se decide renovar la figura). Tras la restauración o reconstrucción, la obra podría situarse a mediados del siglo XIV con una fuerte influencia románica marcada por la falta de expresión facial.

- San Marcos. Descansa sobre una columna prismática de piedra reutilizada como pedestal. Se trata de una talla de madera policromada que sostiene el libro del evangelio. La actitud seria ayuda a la mirada ausente del evangelista que parece estar sumido por sus pensamientos.

- Relieve de la vocación de San Andrés. Adquirido en 1968 y elaborado en la segunda mitad del siglo XVII. Su interpretación fue errónea en un primer momento según Mariano Casas, puesto que Julián Álvarez Villar lo interpreta como el Bautismo de Jesús.

En último lugar, los escudos de armas del exterior, correspondientes a una época diferente. Ambos se corresponden a la Casa de Austria, pero uno de ellos, el de la portada sur, tiene como sobresaliente decorativo las Quinas de Portugal, lo que parece sugerir dos momentos diferentes para su colocación, dado que el de levante o calle de Zamora, no ostenta el escusón de Portugal. Podríamos fechar el primero entre los años 1580 y 1668 que corresponden con la unión de Portugal a España.

## Reformas y hallazgos
La iglesia románica de San Marcos ha experimentado varias reformas y restauraciones a lo largo de los siglos, especialmente en los siglos XVI y XVII, adaptándose a las necesidades litúrgicas y estéticas del momento.
Las intervenciones realizadas no solo alteraron su aspecto original, sino que también sacaron a la luz importantes hallazgos que han enriquecido el conocimiento sobre su historia y arte, resultando cruciales para devolver al templo algunos de sus elementos históricos más valiosos.

### Reformas de los siglosXVIyXVII
En 1599 se añadió un pórtico columnario al templo, que posteriormente fue demolido en 1907 junto con la sacristía exterior. Este pórtico fue sustituido por un pórtico clásico ubicado en la fachada principal, conformado por cinco basas, columnas y capiteles que la Real Clerecía de San Marcos había encargado al cantero Martín Cabal.
Las reformas del siglo XVII se centraron en mejorar la iluminación del templo, un problema persistente debido a la falta de ventanas románicas abocinadas desde su construcción original. En 1620 Francisco de la Hoya llevó a cabo diversas intervenciones, incluyendo la apertura de una ventana sobre el ábside central, y muy probablemente una segunda ventana sobre la puerta de la sacristía, que fue modificada posteriormente.
Aunque las reformas estaban motivadas por un afán de más luz, no solo se centraron en la apertura de ventanas, sino que también se construyó una portada que da acceso a la sacristía, así como la reconstrucción de la espadaña en el testero del templo, que ayudó a contrarrestar la pesadez de la estructura, caracterizada por su forma redondeada y la ausencia de juegos destacados en naves y tejados. Además, durante este siglo se instalaron varios retablos, destacando el de Nuestra Señora de San Pelayo, encargado por Fernández de Mourillón, capellán de la Real Capilla, en 1677.

### Hallazgos de 1967
Durante los trabajos de restauración realizados en 1967, se llevaron a cabo importantes descubrimientos en la iglesia. Al retirar el retablo del ábside izquierdo y levantar las losas del piso, se encontró un Cristo de madera fragmentado, fechado a mediados del siglo XIV y con un marcado estilo arcaico de influencia románica. A pesar del pésimo estado de conservación en el que se encontró la figura, faltando partes como la pierna izquierda, la nariz, los pies y la cruz, pudo ser restaurado gracias al minucioso trabajo de Alfonso Albarrán.
También se descubrió una mesa de altar románica oculta tras el retablo barroco de 1677, ahora situada en la capilla mayor, así como un segundo altar en el ábside izquierdo. Del altar central solo se localizaron dos basas entre los escombros del ábside.
Uno de los hallazgos más sorprendentes fue la existencia de pinturas murales, de las cuales no se tenía conocimiento previo. Se encontraron en diversas ubicaciones: en ambos lados del ábside mayor, en el muro derecho del ábside de la epístola, en los pilares que separan las capillas, y tras algunos retablos. Los trabajos de restauración de los murales se limitaron a recuperar la tonalidad cromática original, sin añadir o inventar elemento alguno.
Entre las pinturas, destaca una situada a la derecha de la entrada, con la escena de la Coronación de María por el Padre Eterno, atribuida a un círculo artístico salmantino de mediados del siglo XIV. También se identificaron otras representaciones, como la Anunciación en el ábside mayor y una pintura de San Cristóbal acompañado de tres santos en la nave, con claros rasgos románicos. Además, se halló un motivo ornamental sin temática iconográfica sobre la puerta norte y una inscripción conmemorativa en el ábside central, cubierta por escombros.
Así, las intervenciones de 1967 permitieron restaurar elementos originales de la iglesia, recuperando aspectos que se habían perdido o modificado con el tiempo, haciendo que San Marcos siga siendo un importante testimonio del patrimonio histórico y cultural, manteniendo su relevancia tanto como lugar de culto como monumento histórico digno de admiración y estudio.

## Cuestión social
A pesar de quedarse fuera del conjunto monumental y del recorrido que generalmente los turistas realizan por el centro histórico, las características de esta Iglesia han hecho que este monumento sea otro punto de interés en la visita salmantina. Fuera de estas visitas esporádicas, desde el siglo XII con las repoblaciones en Salamanca, fue lugar de encuentro para comunidades religiosas castellanas preferentemente. Salamanca, tras la expulsión de los musulmanes, estaba siendo poblada por gallegos, portugueses, mozárabes, serranos, francos… que se organizaban en “naturas”, en torno a una parroquia. La zona noroeste salmantina fue cogida por los castellanos, que se agruparon formando su “corral”, la zona que rodeaba la iglesia. Estas comunidades asistieron a lo largo de los siglos a la parroquia, un sitio de culto muy destacable en la ciudad.
A pesar de su apogeo durante unos siglos, en los siglos XIX y XX se le despoja de su función parroquial para formar parte ser un nexo más de otra Iglesia. Esto supuso que la población local cercana a San Marcos tuvieran que asistir a otras parroquias hasta que volvió a ser poco más allá de  mitad de siglo otra vez una sede parroquial.
Desde los 70 hasta hoy en día, es una Iglesia pequeña, del barrio, a la que acuden familias devotas en la fe cristiana. Debido a su localización, suele acoger a los fieles del barrio del Oeste y el barrio Vidal. Es por tanto un sitio de reunión de vecinos que comparten el catolicismo. Más allá de celebrar la eucaristía y sacramentos, organizan catequesis, tienen asistencia social y caridad.